# Premio Lo Nuestro 2020
O Premio Lo Nuestro de 2020 foi a 32ª edição do Premio Lo Nuestro, realizada no American Airlines Arena em Miami, com transmissão ao vivo no canal Univision. Aconteceu no dia 20 de fevereiro de 2020. 
Nesta edição, Daddy Yankee liderou a lista de indicados com 12 indicações, ele foi também o maior vencedor do ano, recendo 7 prêmios.

## Vencedores e indicados
| Artista do Ano - Daddy Yankee - Christian Nodal - Reik - Romeo Santos | Álbum do Ano - Oasis – J Balvin and Bad Bunny - 11:11 – Maluma - Ahora – Christian Nodal - Ahora – Reik - Fantasía – Sebastián Yatra - Homerun – Paulo Londra - Ocean – Karol G - Opus – Marc Anthony - Simplemente Gracias – Calibre 50 - Utopía – Romeo Santos |
| Música do Ano - "Con Calma" – Daddy Yankee featuring Snow - "Cariño a Medias" – Conjunto Primavera - "Parecen Viernes" – Marc Anthony - "Un Año" – Sebastián Yatra and Reik | Single do Ano - "Con Calma" – Daddy Yankee featuring Snow - "Cariño a Medias" – Conjunto Primavera - "Si Me Das Tu Amor" – Carlos Vives and Wisin - "Un Año" – Sebastián Yatra and Reik |
| Artista Feminina Revelação - Rosalía - Alaya - Cazzu - Mariah - Paloma Mami | New Artist – Male - Lunay - Alex Fernández - Los 2 de la S - Myke Towers - Sech |
| Remix of the Year - "Soltera" (Remix) – Lunay featuring Daddy Yankee and Bad Bunny - "Baila Baila Baila (Remix) – Ozuna featuring Daddy Yankee, J Balvin, Farruko and Anuel AA - "Calma" (Remix) – Pedro Capó and Farruko - "Me Gusta" (Remix) – Natti Natasha and Farruko - "Otro Trago" (Remix) – Sech and Darell featuring Ozuna, Anuel AA and Nicky Jam                                         | Replay Song of the Year - "Yo Te Amo" – Los Temerarios - "Amor Lunático" – Eddy Herrera - "Cumbia Morena" – Control - "Kiliki Taka Ti" – Toño Rosario - "Volveré" – Wilfrido Vargas |
| Tour of the Year - X100pre Tour – Bad Bunny - #LaGiraTour – Alejandro Sanz - Por Más US Tour – Bronco - Desde El Alma Tour – Chayanne - Diosa de la Noche Tour – Gloria Trevi and Karol G - Arcoíris Tour – J Balvin - 11:11 World Tour – Maluma - Rayando El Sol Tour – Maná - Y La Historia Continúa Tour – Marco Antonio Solís - Como Antes Tour – Wisin & Yandel                                | Social Artist of the Year - Anuel AA - Ángela Aguilar - Chiquis Rivera - Natti Natasha - Thalía |
| Crossover Collaboration of the Year - "Con Calma" – Daddy Yankee featuring Snow - "Contra La Pared" – Sean Paul and J Balvin - "I Can't Get Enough" – Benny Blanco, Tainy, Selena Gomez and J Balvin - "R.I.P." – Sofía Reyes featuring Rita Ora and Anitta - "Runaway" – Sebastián Yatra featuring Jonas Brothers, Daddy Yankee and Natti Natasha                                                  | Video of the Year - "Flor" – Los Rivera Destino featuring Bad Bunny - "Aleluya" – Reik and Manuel Turizo - "Blue (Diminuto Planeta Azul)" – Macaco featuring Jorge Drexler and Joan Manuel Serrat - "En Guerra" – Sebastián Yatra and Camilo - "La Prisión De Folsom (Folsom Prison Blues)" – Los Tigres del Norte - "Party" – Paulo Londra featuring A Boogie Wit Da Hoodie - "Rayando El Sol" – Maná featuring Pablo Alborán - "R.I.P." – Sofía Reyes featuring Rita Ora and Anitta - "Tú Eres La Razón (Electrocumbia Remake)" – Raymix - "Tu Rumba" – Ile |
| Pop/Rock Artist of the Year - Sebastián Yatra - Camilo - Juanes - Luis Fonsi - Pedro Capó | Pop/Rock Song of the Year - "Un Año" – Sebastián Yatra and Reik - "De Cero" – CNCO - "No Te Vayas" – Camilo - "Rayando El Sol" – Maná featuring Pablo Alborán - "Te Confieso" – Camila |
| Pop/Rock Collaboration of the Year - "Calma" (Remix) – Pedro Capó and Farruko - "Amigos Con Derechos" – Reik and Maluma - "Créeme" – Karol G and Maluma - "Imposible" – Luis Fonsi and Ozuna - "Un Año" – Sebastián Yatra and Reik | Pop/Rock Group or Duo of the Year - CNCO - Jesse & Joy - Maná - Piso 21 - Reik |
| Pop/Ballad Artist of the Year - Luis Fonsi - Camila - Carlos Rivera - Chayanne - Franco de Vita - Jesse & Joy - Luis Miguel - Natalia Jiménez - Ricardo Arjona - Ricardo Montaner | Female Urban Artist of the Year - Karol G - Becky G - Natti Natasha - Paloma Mami - Rosalía |
| Male Urban Artist of the Year - Daddy Yankee - Bad Bunny - J Balvin - Nicky Jam - Ozuna | Urban Song of the Year - "Con Calma" – Daddy Yankee featuring Snow - "Baila Baila Baila" – Ozuna - "No Lo Trates" – Pitbull, Daddy Yankee and Natti Natasha - "Qué Pretendes" – J Balvin and Bad Bunny - "Te Robaré" – Nicky Jam and Ozuna |
| Urban Collaboration of the Year - "Secreto" – Anuel AA and Karol G - "Con Calma" – Daddy Yankee featuring Snow - "No Lo Trates" – Pitbull, Daddy Yankee and Natti Natasha - "Qué Pretendes" – J Balvin and Bad Bunny - "Te Robaré" – Nicky Jam and Ozuna | Urban/Pop Song of the Year - "Calma" (Remix) – Pedro Capó and Farruko - "Amigos Con Derechos" – Reik and Maluma - "Créeme" – Karol G and Maluma - "Date La Vuelta" – Luis Fonsi, Sebastián Yatra and Nicky Jam - "Imposible" – Luis Fonsi and Ozuna |
| Urban/Trap Song of the Year - "Callaíta" – Bad Bunny and Tainy - "Adán y Eva" – Paulo Londra - "Delincuente" – Farruko, Anuel AA and Kendo Kaponi - "Después Que Te Perdí" – Jon Z - "No Me Conoce" (Remix) – Jhay Cortéz featuring J Balvin and Bad Bunny | Tropical Artist of the Year - Romeo Santos - Carlos Vives - Juan Luis Guerra - Marc Anthony - Silvestre Dangond |
| Tropical Song of the Year - "Inmortal" – Aventura - "Kitipun" – Juan Luis Guerra - "Parecen Viernes" – Marc Anthony - "Si Me Das Tu Amor" – Carlos Vives and Wisin - "Vivir Bailando" – Silvestre Dangond and Maluma | Tropical Collaboration of the Year - "Si Me Das Tu Amor" – Carlos Vives and Wisin - "El Mentiroso" – Gente de Zona and Silvestre Dangond - "Loma de Cayenas" – Vicente García and Juan Luis Guerra - "Tan Buena" – Gente de Zona featuring Mau & Ricky - "Vivir Bailando" – Silvestre Dangond and Maluma |
| Regional Mexican Artist of the Year - Christian Nodal - El Fantasma - Raymix - Regulo Caro - Remmy Valenzuela | Regional Mexican Song of the Year - "Nada nuevo" – Christian Nodal - "Cariño a medias" – Conjunto Primavera - "En plural" – Los 2 de La S - "Encantadora" – El Fantasma - "Perfecta" – Banda Los Recoditos |
| Regional Mexican Collaboration of the Year - "Un año" – Banda Los Sebastianes and Sebastián Yatra - "Amor a primera vista" – Los Ángeles Azules, Belinda, Lalo Ebratt featuring Horacio Palencia - "Pa'que nos hacemos" – Luis Coronel and Banda Los Recoditos - "Sin memoria" – Julión Álvarez and Alfredo Olivas - "Tiene razón la lógica" – La Arrolladora Banda El Limón featuring Espinoza Paz | Regional Mexican Group or Duo of the Year - Calibre 50 - Banda Los Recoditos - Banda Sinaloense Ms de Sergio Lizárraga - La Arrolladora Banda El Limón - La Maquinaria Norteña |
| Regional Mexican "Sierreño" Artist of the Year - Ulices Chaidez - Carín León - Jovanny Cadena y Su Estilo Privado - Lenin Ramírez - Virlán García | Regional Mexican "Sierreño" Song of the Year - "Cómo no quererte" – Ulices Chaidez - "Déjame robarte un beso" – Los Crecidos - "Me la aventé" – Carín León - "Platícame de ti" – Arsenal Efectivo - "Sigo chambeando" – Fuerza Regida |
| Regional Mexican Band of the Year (Song) - "Por siempre mi amor" – Banda Sinaloense Ms - "En plural" – Los 2 de La S - "Encantadora" – El Fantasma - "Mentiras" – Remmy Valenzuela - "Perfecta" – Banda Los Recoditos | Regional Mexican Northern Song of the Year - "Simplemente gracias" – Calibre 50 - "A punto de empezar" – Duelo - "Cariño a medias" – Conjunto primavera - "Piénsalo bien" – Regulo Caro - "Uno para el otro" – La Maquinaria Norteña |
| Regional Mexican Mariachi Song of the Year - "Nada nuevo" – Christian Nodal - "Mi persona preferida" – El Bebeto - "Quítate la careta" – Voz de Mando - "Solos" – Ana Bárbara Ft. Christian Nodal - "Te amaré" – Alex Fernandez | |